# Znak jakości 1

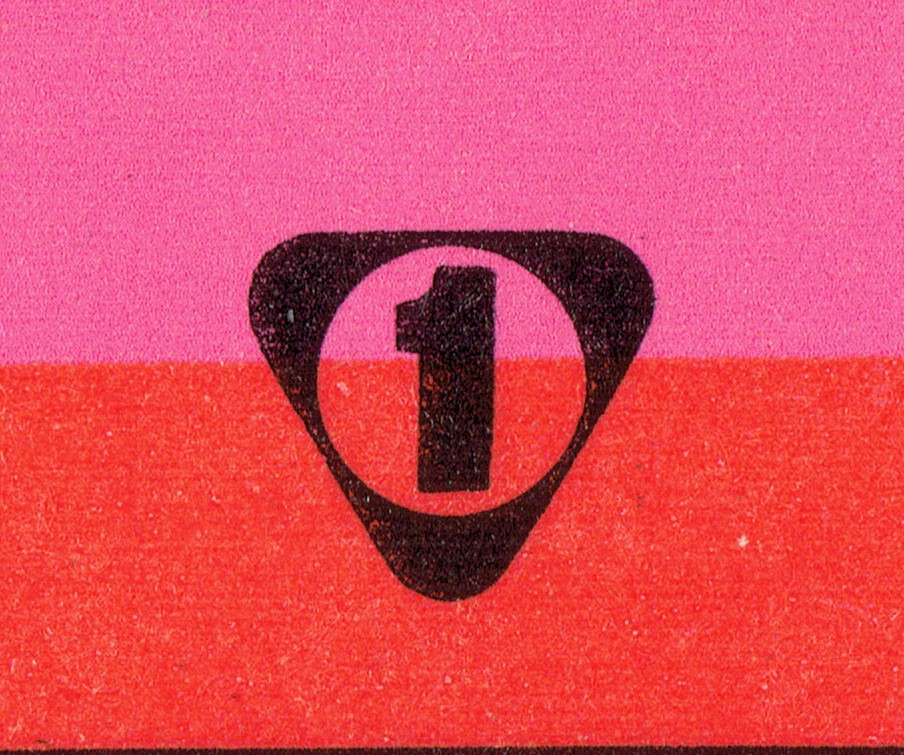
Znak jakości 1

Znak jakości 1 – znak jakości nadawany wyrobom krajowym od 1958, w czasach Polskiej Rzeczypospolitej Ludowej. Nieużywany od 1990.
Znak ten oznaczał, że wyrób potwierdzał ponadstandardowe wymagania.
Odpowiedzialne za przyznawanie znaku było Biuro Znaku Jakości – jeden z oddziałów Centralnego Urzędu Jakości i Miar. W skład biura wchodziły zespoły specjalistów z poszczególnych branż, którzy oceniali i prowadzili kontrole nad określonymi wyrobami – przeprowadzali badania laboratoryjne i użytkowe oraz przypisywali znak jakości. Autorem znaku jest Jerzy Cherka.

## Wygląd znaku
Występował w formie czarnego trójkąta z wygładzonymi narożnikami i wpisaną wielką cyfrą 1.

## Przykłady występowania znaku

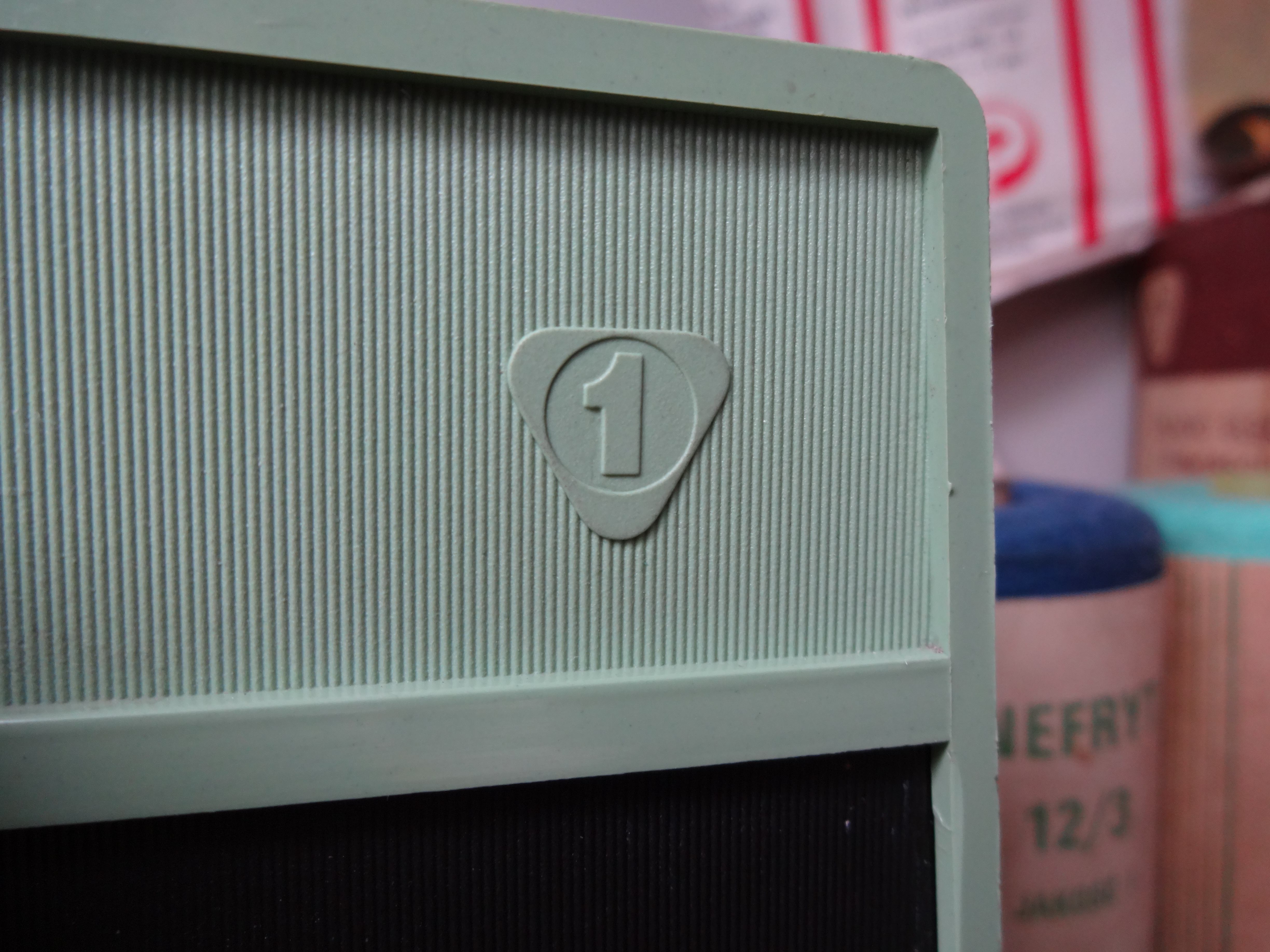
Diaskop Prexer B-9 Ania
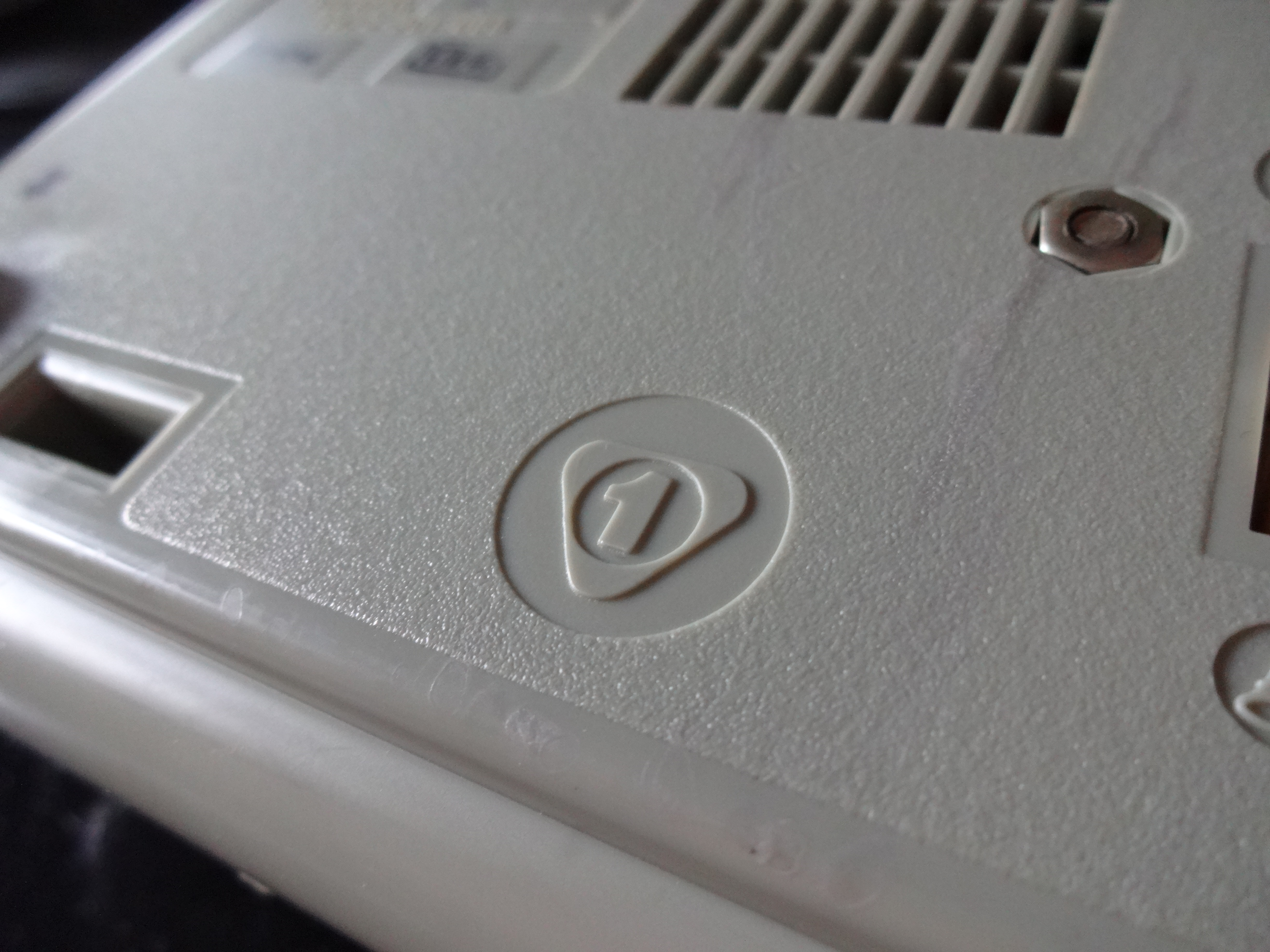
Telefon RWT Tulipan
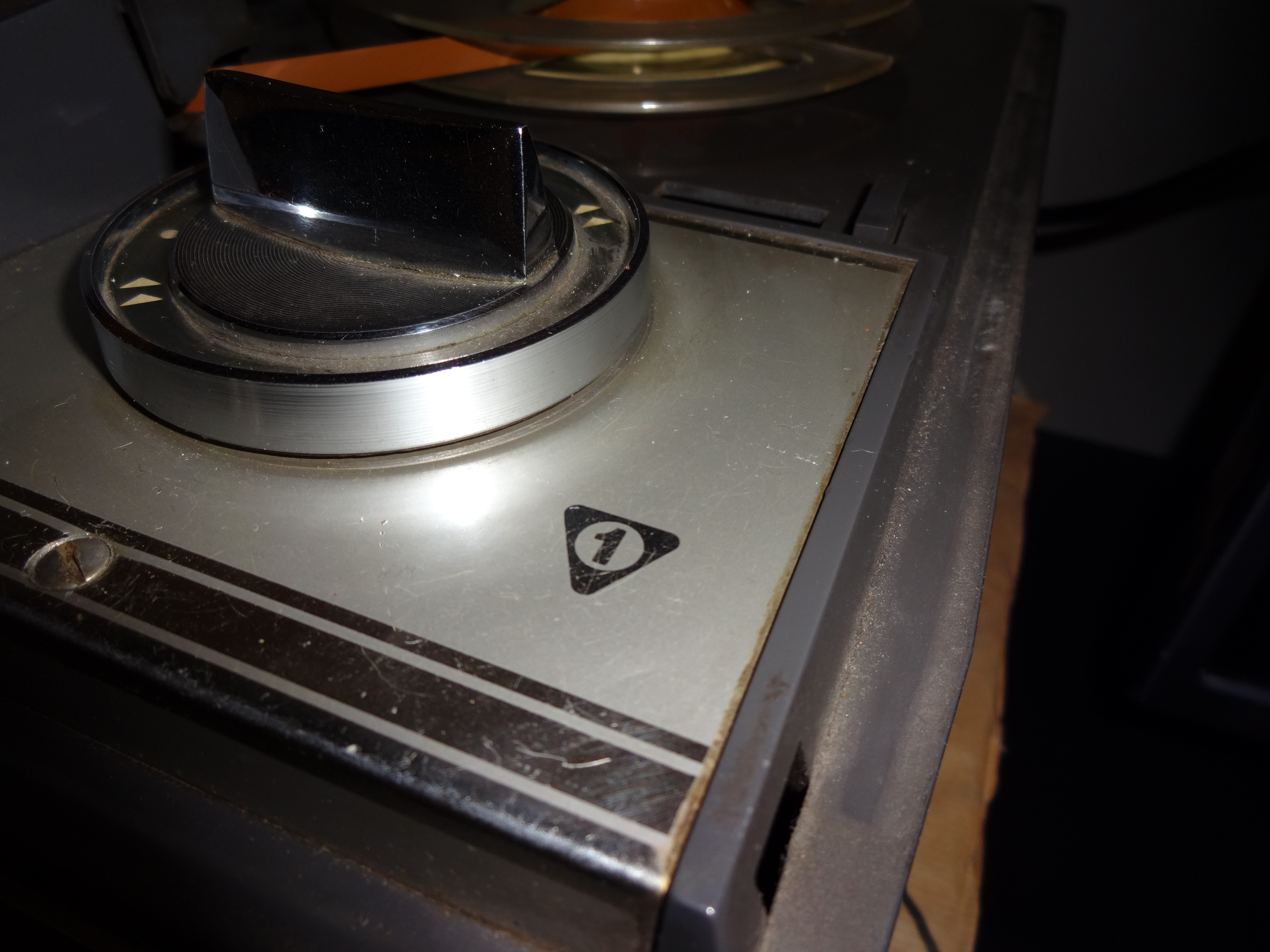
Magnetofon szpulowy Unitra ZRK
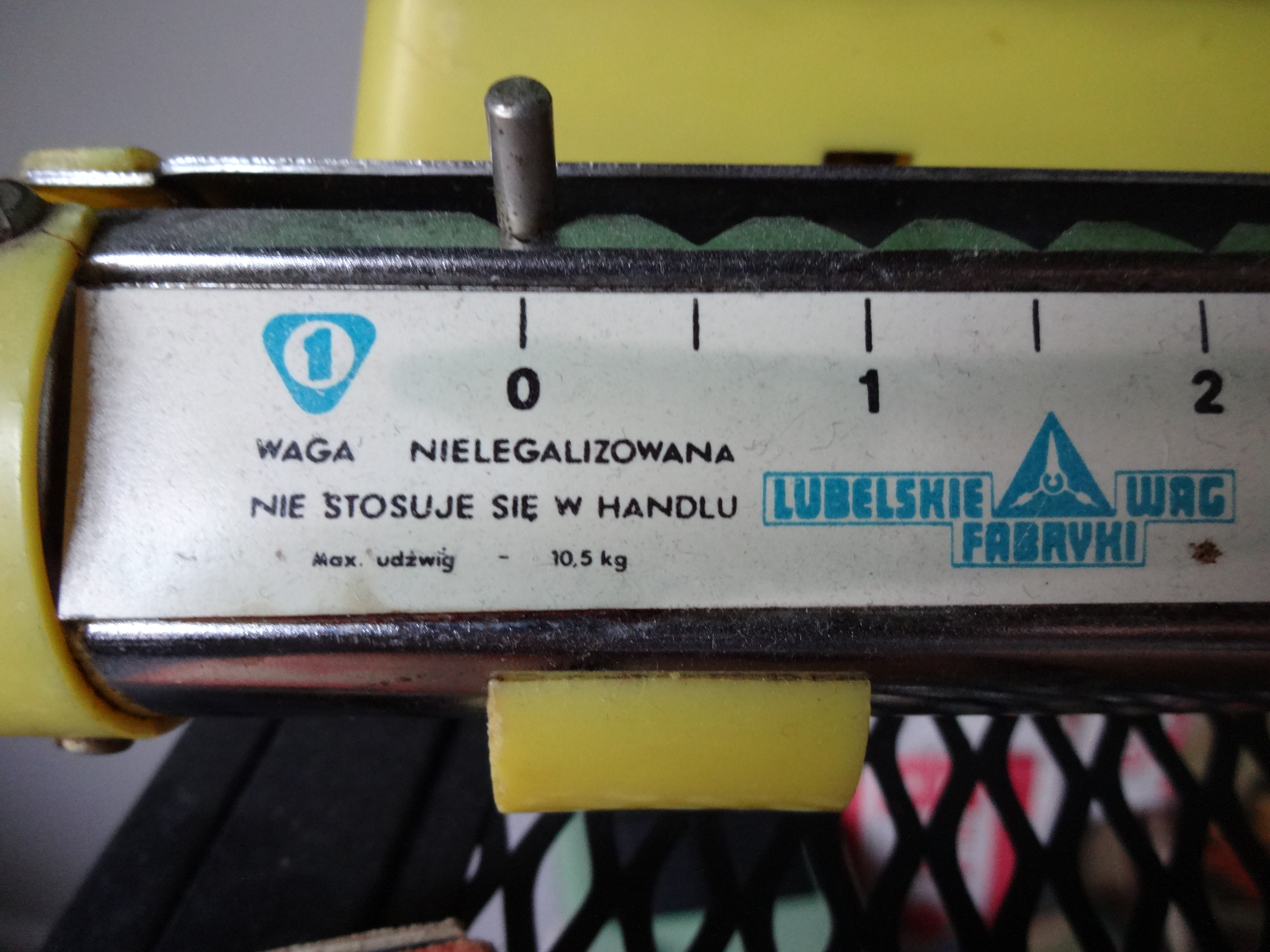
Waga z Lubelskich Fabryk Wag
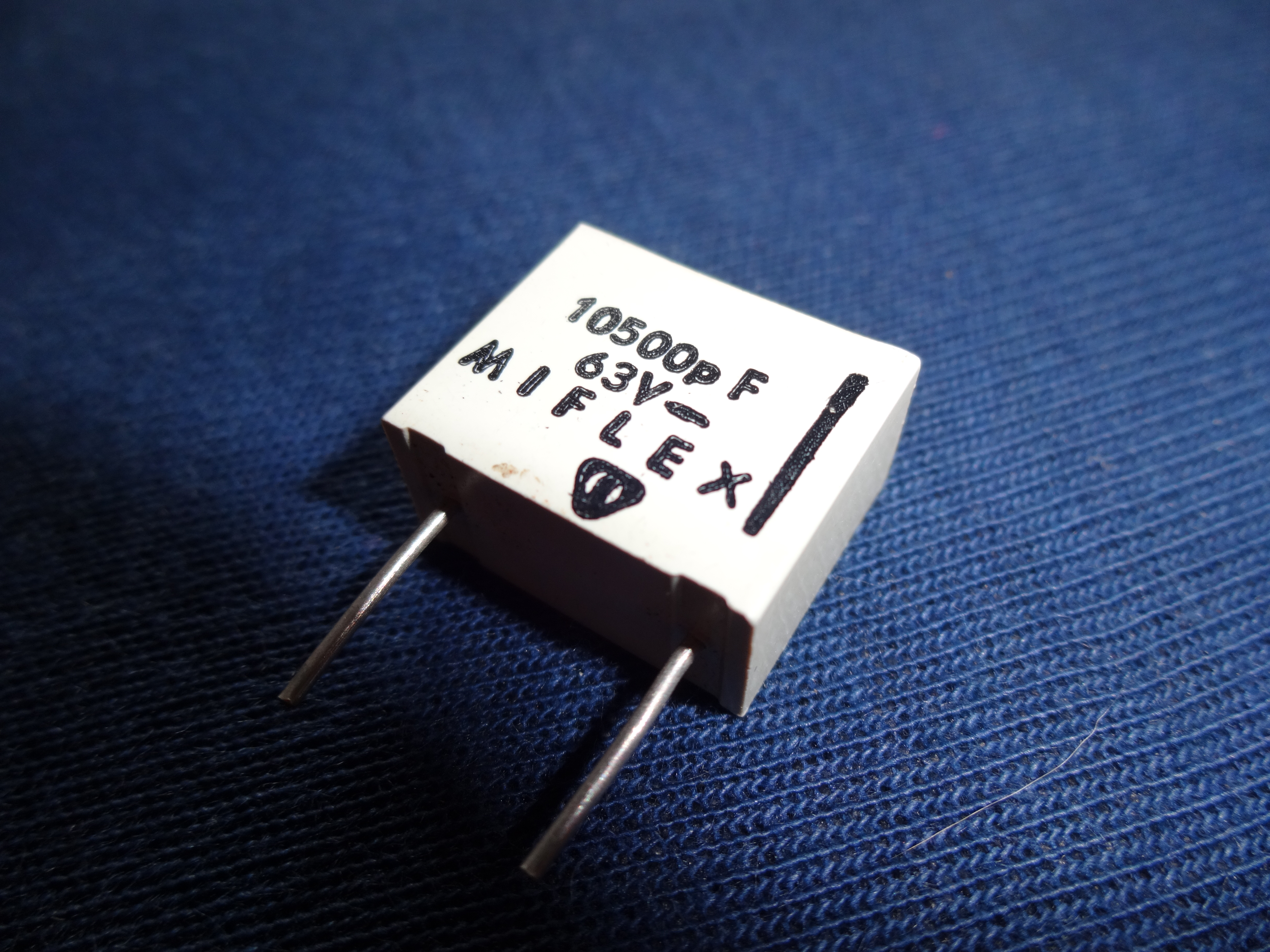
Kondensator 10500 pF produkcji Miflex